# Sadick Adams
Sadick Adams est un footballeur ghanéen né le 1er janvier 1990 à Accra. Il évolue au poste d'attaquant.